# تومي ديكسون (لاعب كرة قدم)
تومي ديكسون (بالإنجليزية: Tommy Dickson)‏ (16 يوليو 1929 في المملكة المتحدة - 31 ديسمبر 2007 في المملكة المتحدة) هو مدرب كرة قدم ولاعب كرة قدم بريطاني في مركز الهجوم. شارك مع منتخب أيرلندا الشمالية لكرة القدم. أما مع النوادي، فقد لعب مع غلينتوران ونادي لينفيلد وIrish League representative team ‏ وBrantwood F.C. ‏.

## وصلات خارجية
- تومي ديكسون على موقع قاعدة بيانات كرة القدم.إي يو (الإنجليزية)